# Tritonicula pickensi
Tritonicula pickensi is een slakkensoort uit de familie van de tritonia's (Tritoniidae). De wetenschappelijke naam van de soort werd in 1967, als Tritonia pickensi, voor het eerst geldig gepubliceerd in 1967 door Ev. Marcus & Er. Marcus. In 2020 werd een aantal Tritonia-soorten werd verplaatst naar een nieuw geslacht Tritonicula als resultaat van een integratieve taxonomische studie van de Tritoniidae-familie.